# كاوبوي ستايل
«كاوبوي ستايل» (بالإنجليزية: Cowboy Style)‏ هي أغنية للفنانة الأسترالية كايلي مينوغ، من ألبومها السادس الأميرة المستحيلة (1997). أصدرت الأغنية لتكون رابع وآخر منفردة تصدر من الألبوم في 18 أغسطس 1998 عبر شركة مشروم. شاركت مينوغ في كتابة الأغنية مع ستيف أندرسون وديف سيمان بينما تولى الإنتاج برذرز إن ريذم. تعتمد الأغنية على الإيتار، والسينثيسزر والطبل، هي من صنف البوب السلتي وتغني مينوغ في الكلمات عن علاقتها مع ستيفان صيدناوى. كانت ردود النقاد على الأغنية الإيجابية؛ وأشاد بعضهم بألحان الأغنية، وسلط الضوء على أنها مهنة تبرز المسار. أصدرت الأغنية في أستراليا ونيوزيلندا، ووصلت إلى المركز 39 على قائمة الأغاني الأسترالية.
روجت مينوغ للأغنية بأن أدتها على جولتها إنتيميت أند لايف من يونيو إلى أغسطس 1998. تم استخدام أحد هذه العروض الحية كفيديو كليب من إخراج مايكل وليامز. كما أدتها في جولة فيفر (2002) شوغيرل: هومكامينغ (2006). كما أدرجت الأغنية لاحقا في قائمة المسارات من ألبومها التجميعي مينوغ كونفايد إن مي (2002)، كونفايد إن مي: إرزيستيبل كايلي (2007).